# P.O.D.
P.O.D. er en forkortelse for "Payable On Death". P.O.D. er en amerikansk rapcore/nu metal-gruppe. Medlemmerne har oprindelse i San Diego.

## Historie
Marcos og Wuv mødte hinanden gennem en ven på High-School og de begyndte da at spille og jamme sammen i deres garager. Sonny (Wuv's fætter) mistede sin mor pga. kræft, og blev umiddelbart derefter inviteret af Wuv til at være forsanger i "bandet". De lånte Traa fra Wuv's onkels funk-band, og de har beholdt ham siden. (Marcos: "We borrowed him and kept him." – Wuv: "Yeah, we borrowed him, then we stole him.")

## Medlemmer
- Paul "Sonny" Sandoval – Sang
- Noah "Wuv" Bernardo Jr. – Trommer
- Traa Daniels – Bas
- Marcos Curiel – Guitar

## Tidligere medlemmer
- Gabe Portillo – Bas
- Jason Truby – Guitar

## Diskografi
- Snuff The Punk (1994)
- Brown (1996)
- Payable On Death Live (1997)
- The Warriors EP (1999)
- The Fundamental Elements Of Southtown (1999)
- Satellite (2001)
- Payable On Death (2003)
- The Warriors EP, Vol. 2 (2005)
- Testify (2006)
- Greatest Hits: The Atlantic Years (2006)
- When Angels & Serpents Dance (2008)
- Murdered Love (2012)
- The Awakening (2015)